# Studio Massket
Studio Massket Co., Ltd.  (株式会社スタジオマスケット Kabushiki-gaisha Sutajio Masuketto?), es un estudio de animación japonés fundado en 2017.

## Historia
La empresa fue fundada el 8 de marzo de 2017 por Xing Cheng Lu, quien se desempeñó como director ejecutivo y productor en el estudio de animación Emon. Los primeros trabajos en los que estaba involucrada la compañía en la producción de anime, eran principalmente como subcontratistas. El primer trabajo como animador principal del estudio fue la adaptación de las novelas ligeras Saijaku Teimā wa Gomi Hiroi no Tabi wo Hajimemashita. en 2024.

## Obras

### Series de televisión
| Año  | Título                                                | Director                          | Fecha de primera transmisión | Fecha de última transmisión | Eps. | Notas                                                                               | Refs.       |
| ---- | ----------------------------------------------------- | --------------------------------- | ---------------------------- | --------------------------- | ---- | ----------------------------------------------------------------------------------- | ----------- |
| 2024 | Saijaku Teimā wa Gomi Hiroi no Tabi wo Hajimemashita. | Shigeyasu Yamauchi Naoki Horiuchi | 12 de enero de 2024          | 29 de marzo de 2024         | 12   | Adaptación de las novelas ligeras escritas por Honobonoru500 e ilustradas por Nama. | [ 6 ]       |
| 2025 | Fumetsu no Anata e Season 3                           | Kiyoko Sayama Sōta Yokote         | 4 de octubre de 2025         | —                           | —    | Secuela de Fumetsu no Anata e Season 2. Coproducción junto a Drive.                 | [ 7 ] [ 8 ] |

### Videos musicales
| Año  | Título       | Cantante(s)              | Fecha de lanzamiento     | Nota(s)                                             | Refs.  |
| ---- | ------------ | ------------------------ | ------------------------ | --------------------------------------------------- | ------ |
| 2022 | Let You Down | Dawid Podsiadło          | 12 de septiembre de 2022 |                                                     | [ 9 ]  |
| 2022 | Betsu Sekai  | Kanata Amane             | 28 de diciembre de 2022  | Coproducción junto a Studio Colorido y Studio Jemi. | [ 10 ] |
| 2023 | Shinkiro     | Hōshō Marine y Gawr Gura | 12 de noviembre de 2023  | Como productor.                                     | [ 11 ] |
| 2024 | Ikenie       | Sakura Miko              | 1 de agosto de 2024      |                                                     | [ 12 ] |